# 슬리퍼웨이 캠프
《슬리퍼웨이 캠프》(영어: Sleepaway Camp 또는 영어: Nightmare Vacation)는 1983년 개봉한 미국의 슬래셔 영화이다. 로버트 힐트직이 감독과 각본을 맡았다.

## 출연

### 주연
- 펠리사 로즈
- 조나단 티어스텐

### 조연
- 카렌 필스
- 크리스토퍼 콜레
- 마이크 켈린
- 캐서린 카미
- 폴 드안젤로
- 톰 반 델
- 로버트 얼 존스
- 마이클 C. 마혼
- 제임스 파라다이스
- 디 디 프리드먼
- 마이클 러만
- 팀 클락

## 제작진
- 미술: 윌리엄 빌로윗